# Серфонтен
Серфонтен (фр. Cerfontaine) је насељено место у Француској у региону Нор Па де Кале, у департману Север.
По подацима из 2011. године у општини је живело 588 становника, а густина насељености је износила 151,94 становника/km².

## Демографија
| 1962. | 1968. | 1975. | 1982. | 1990. | 2011. |
| ----- | ----- | ----- | ----- | ----- | ----- |
| 603   | 578   | 641   | 588   | 526   | 588   |